# Diarsia gaudens
Diarsia gaudens là một loài bướm đêm thuộc họ Noctuidae. Nó là loài đặc hữu của Java.